# Гемопротеины
Гемопротеины — гем-содержащие хромопротеины.
В качестве небелкового компонента гемопротеины включают в себя структурно сходные железо- или магнийпорфирины. Белковый компонент может быть разнообразным как по составу, так и по структуре. К группе гемопротеинов относятся:
- гемоглобин и его производные
- миоглобин
- хлорофилл-содержащие белки и ферменты (вся цитохромная система, каталаза и пероксидаза).

Основу структуры простетической группы большинства гемосодержащих белков составляет порфириновое кольцо, являющееся в свою очередь производным тетрапиррольного соединения — порфирина.